# Толај
Толај (њем. Tholey) општина је у њемачкој савезној држави Сарланд. Једно је од 8 општинских средишта округа Санкт Вендел. Према процјени из 2010. у општини је живјело 12.974 становника. Посједује регионалну шифру (AGS) 10046118.

## Географски и демографски подаци
Толај се налази у савезној држави Сарланд у округу Санкт Вендел. Општина се налази на надморској висини од 450 метара. Површина општине износи 57,6 km². У самом мјесту је, према процјени из 2010. године, живјело 12.974 становника. Просјечна густина становништва износи 225 становника/km².

## Међународна сарадња
| Мјесто      | Држава    | Врста сарадње | Од    |
| ----------- | --------- | ------------- | ----- |
|             | Француска | партнерство   | 1972. |
|             | Француска | партнерство   | 1991. |
|             | Француска | партнерство   | 1984. |
| Бас Гулен   | Француска | партнерство   | 1989. |
| Зибратсгфел | Аустрија  | партнерство   | 1969. |
| Извор       |           |               |       |